# 中島弘輝
中島 弘輝（なかじま こうき、1992年11月29日 - ）は、日本の俳優、声優、タレントである。 アクロスエンタテインメント所属。血液型はA型。
東京都出身。

## 経歴
2010年VOATアクターズスタジオ　
2022年SPOT声優養成所　
2023年アクロスエンタテインメント　

## 人物
野球で全国大会3位の経歴を持つ。
2014年1月、俳優の黒田アーサーが監修に携わるパフォーマンス集団「STYLISH BOYS」のメンバーオーディションに合格。同メンバーには俳優の花沢将人らがいた。
「アルカ・ラスト 終わる世界と歌姫の果実」のアベル役として声優デビューした。

第5回 SPOT冬季声優オーディションにてアクロスエンタテインメントの預かり所属となった。

## 出演

### テレビドラマ
- 総合診療医ドクターG 第2シリーズ、第8回肩が痛い（NHK、2011年）-谷村徹役
- ブラックボード〜時代と戦った教師たち〜 〜時代と戦った教師達〜 第1夜（TBS、2012年）
- 土曜スペシャルドラマ あっこと僕らが生きた夏前編・後編（NHK、2012年）-中島宗助役
- 水曜ミステリー9 奥田英郎クライムサスペンス 邪魔（テレビ東京、2015年）-寺田洋平役
- 闇金ウシジマくんシリーズ season3（MBS・TBS、2016年）-スキッパー（杉本）役[6]

### 映画
- ハレンチヤンキー学園（2011年、監督：植田中）- 鈴木役
- NOISE（2013年、監督：綿見尚希） - 中村秀樹役
- JK スレイヤー 迦楼羅編（2014年、監督：松浦幹三）- 倉田役
- 来週自殺します（2014年、監督：緒川清市）- 河合役
- 乙女ヶ町防衛少女隊（2015年、監督：秋葉治）-紳士役
- 振り子 （2015年、監督：竹永典弘）-男子学生役
- 表と裏 （2015年、監督：藤原健一）
- シリアス（2016年、監督：マツムラケンゾー）-木下役
- 供儀、the sacrifice （2016年、監督：松枝佳紀）-ショウ役
- ビューティフル、グッバイ （2019年、監督：今村瑛一）-篠田役
- コンビニエンス・ストーリー　(2022年、監督:三木聡) -救いようのない男役

### CM
- softbank「AQUOS PHONE Xxmini303SH~」（2013年）
- Cygames「グランブルーファンタジー 感動大作篇」（2015年）
- Panasonic「ALD」（2016年）

### ミュージック・ビデオ
- 逗子三兄弟 「HERO」J リーグテーマソング（2013年）
- スフィア 「一分一秒君と僕の」（2016年）
- 三代目 J Soul Brothers from EXILE TRIBE 「MUGEN ROAD」（2016年）
- 0.1g の誤算 「溺愛ヤンデレボーイ」（2017年）

### 舞台
- 大きな木の下で （2011年、ザムザ阿佐ヶ谷） - 黒須秀明役
- 大きな虹のあとで（2012年、ウッディシアター中目黒）-不動草太役
- 大きな星空の下で （2013年、上野ストアハウス）-山本先生役
- STYLISH BOYS 1st.stage「マジハウス」（2（2014年、テアトルBONBON）-児島役
- Peach Boys （2014年、東京芸術劇場シアターウエスト）-餓鬼役
- オサエロ（2017年、池袋あうるすぽっと）-浅井勝彦役
- #オーバーラック(2023年、シアターアルファ東京)-リョウ役
- 同姓同名（2024年、三越劇場）- 大山正紀 役[7]

### ゲーム
- アピリッツ「アルカ・ラスト 終わる世界と歌姫の果実」　アベル役（2021年）

### その他
- 「SBチャンネルVol.2」MC(2014年9/8)
- 「SBチャンネルVol.4」出演(2014年10/24)
- 「SBチャンネルVol.6」出演(2014年11/28)
- 「SBチャンネルVol.8」出演 (2014年12/26)
- 「SBチャンネルVol.11」北参道放送局(公開生放送)出演(2015年2/14)
- 「SBチャンネルVol.12」出演(2015年2/27)
- 「SBチャンネルVol.15 」北参道放送局(公開生放送)出演(2015年4/11)
- 手放しリグレット　第一話「漫ろ雨」-カイ役（2020年6月13日、YouTube）
- 手放しリグレット　第二話「遣らずの雨」-カイ役（2020年6月20日、YouTube）
- 「天国と地獄」✖️役(2020年7月6日、YouTube)